# American Journal of International Law
Das American Journal of International Law (AJIL) ist eine juristische Fachzeitschrift für Völkerrecht und internationale Beziehungen.
Das AJIL erscheint seit 1907 viermal jährlich und wird von der Amerikanischen Gesellschaft für internationales Recht herausgegeben.

## Geschichte

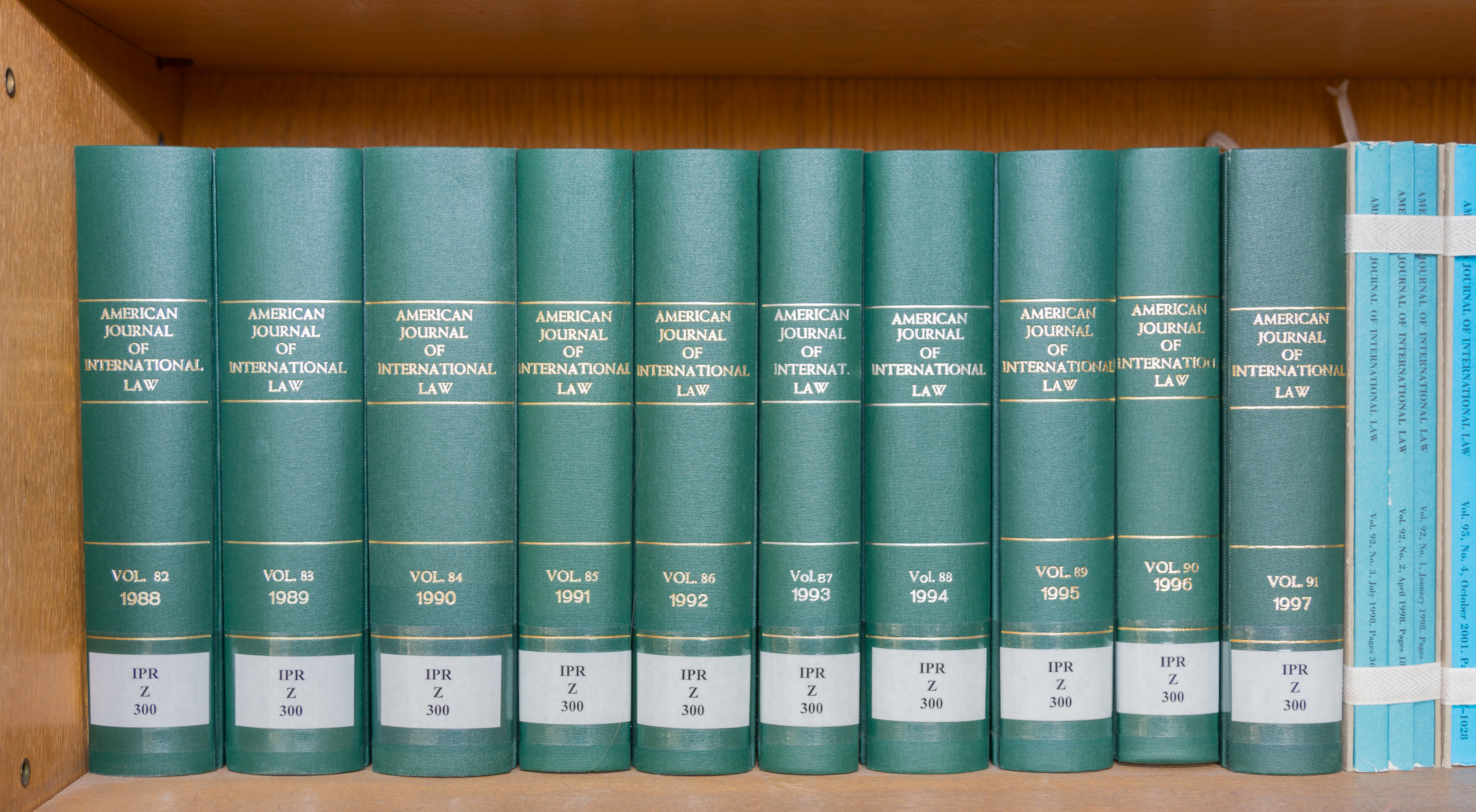
Gebundene Jahrgänge des American Journal of International Law in der ZRB Münster.

Die Idee zur Schaffung einer Fachzeitschrift für internationales Recht in englischer Sprache stammt von James Brown Scott und hängt eng mit der Gründung der Amerikanischen Gesellschaft für internationales Recht zusammen. Als Scott 1903 einen Ruf auf eine Professur der Columbia University erhielt, versuchte ihn sein damaliger Arbeitgeber, die University of Illinois, zum Bleiben zu bewegen. Als Bedingung hierfür forderte Scott die Schaffung einer ebensolchen Zeitschrift. Als dies abgelehnt wurde, nahm er die Stelle an der Columbia University an. Nach einem Treffen zwischen Scott, George W. Kirchwey und Robert Lansing am 1. Juni 1905 wurde auf ihren Vorschlag hin auf der Lake Mohonk Konferenz zur Internationalen Schiedsgerichtsbarkeit beschlossen, die Amerikanische Gesellschaft für internationales Recht und das American Journal of International Law zu gründen. Während des zweiten Treffens des Exekutivkomitees der Gesellschaft wurde Scott zum leitenden Redakteur der neuen Zeitschrift bestellt und mit der Planung der ersten Veröffentlichung der Zeitschrift beauftragt. Nach Scotts Vorschlag sollte sie vierteljährlich erscheinen und neben Aufsätzen zu Fragen des Völkerrechts auch Redaktionsbeiträge zu aktuellen Rechtsfragen enthalten. Daneben sollte der Text nationaler wie auch internationaler Gerichtsentscheidungen mit Bezug zum Völkerrecht und Rezensionen zu völkerrechtlichen Fachbüchern enthalten sein. In Ergänzungsbänden sollten in regelmäßigen Abständen auch völkerrechtliche Vertragstexte abgedruckt werden. Das an diesem Plan orientierte erste Heft der Zeitschrift erschien im Januar 1907. Bis zum heutigen Tag wurde die von Scott erarbeitete Grundstruktur im Wesentlichen beibehalten. Während der ersten beiden Jahre des Erscheinens der Zeitschrift führte Scott den Titel des geschäftsführenden Redakteurs, ab 1909 war er Chefredakteur. 1924 zog er sich von diesem Amt zurück und wurde zum Ehrenredakteur der Zeitschrift ernannt.

## Liste der Chefredakteure

### Aktuelle Chefredakteure
| Name                 | Geburtsjahr | Amtsantritt | Universität         |
| -------------------- | ----------- | ----------- | ------------------- |
| José Enrique Alvarez | 1955        | 2013        | New York University |
| Benedict Kingsbury   | 1961        | 2013        | New York University |

### Frühere Chefredakteure
| Name                      | Lebensdaten | Amtsdauer | Jahre | Universität                |
| ------------------------- | ----------- | --------- | ----- | -------------------------- |
| James Brown Scott         | 1866–1943   | 1907–1924 | 17    | Columbia University        |
| George Grafton Wilson     | 1863–1951   | 1924–1943 | 19    | Harvard University         |
| George A. Finch           | 1884–1957   | 1943–1953 | 10    |                            |
| William Warner Bishop jr. | 1906–1987   | 1953–1955 | 2     | University of Michigan     |
| Herbert W. Briggs         | 1900–1990   | 1955–1962 | 7     | Cornell University         |
| William Warner Bishop jr. | 1906–1987   | 1962–1970 | 8     | University of Michigan     |
| Richard Reeve Baxter      | 1921–1980   | 1970–1978 | 8     | Harvard University         |
| Oscar Schachter           | 1915–2003   | 1978–1984 | 6     | Columbia University        |
| Louis Henkin              | 1917–2010   | 1978–1984 | 6     | University of Pennsylvania |
| Thomas M. Franck          | 1931–2009   | 1984–1993 | 9     | New York University        |
| Theodor Meron             | * 1930      | 1993–1998 | 5     | New York University        |
| Detlev F. Vagts           | 1929–2013   | 1993–1998 | 5     | Harvard University         |
| Jonathan Charney          | 1943–2002   | 1998–2002 | 4     | Vanderbilt University      |
| W. Michael Reisman        | * 1939      | 1998–2003 | 5     | Yale University            |
| Lori Fisler Damrosch      | * 1953      | 2003–2013 | 10    | Columbia University        |
| Bernard H. Oxman          | * 1941      | 2003–2013 | 10    | University of Miami        |